# South Charleston
South Charleston é uma cidade localizada no estado norte-americano de Virgínia Ocidental, no Condado de Kanawha.

## Demografia
Segundo o censo norte-americano de 2000, a sua população era de 13.390 habitantes.
Em 2006, foi estimada uma população de 12.578, um decréscimo de 812 (-6.1%).

## Geografia
De acordo com o United States Census Bureau tem uma área de
21,5 km², dos quais 19,2 km² cobertos por terra e 2,3 km² cobertos por água.

## Localidades na vizinhança
O diagrama seguinte representa as localidades num raio de 12 km ao redor de South Charleston.